# Palandöken Ski Resort
Palandöken Ski Resort – ośrodek narciarski w Turcji u podnóża góry Palandöken położony 4 km od centrum Erzurum. Wybudowany w 2010 roku na Zimową Uniwersjadę. Odbędą się tutaj wszystkie konkurencje narciarstwa dowolnego oraz snowboardu.
Ośrodek może pochwalić się najdłuższymi trasami narciarskimi w Turcji, a dodatkowo uważany jest za jeden z najtrudniejszych w tym kraju. Trasa Ejder (co w języku tureckim oznacza smok) jest uznawana za najtrudniejszą ze wszystkich w tym ośrodku. Z powodu częstych mgieł i ryzyka zejścia lawiny często jest nawet zamykana.
Duża wysokość nad poziomem morza pozwala uprawiać narciarstwo tam nawet od listopada do czerwca. Przed Uniwersjadą ośrodek wzbogacił się o nowe wyciągi, a trasy narciarskie uległy znacznej poprawie. Jednak przybył im także poważny konkurent w postaci nowo wybudowanego ośrodka w oddalonym o 11 km - Konakli, gdzie będą rozgrywane konkurencje alpejskie.

## Dane dotyczące tras używanych podczas uniwersjady
Snowboard
- Trasa slalomu równoległego ma długość 567 m, a średnie nachylenie wynosi 28%.
- Trasa snowboardcrossu ma długość 734 m, ma 30–50 m szerokości i średnie nachylenie 25%.
- Trasa halfpipe'u ma długość 172 m, jest wysoka na 5,5 m, a szerokość od krawędzi do krawędzi wynosi 18 m, średnie nachylenie 17,5%.
- Trasa slope style ma 744 m długości i średnie nachylenie 26%.

Narciarstwo dowolne
- Trasa skicrossu jest identyczna jak ta do snowboarducrossu.
- Trasa do jazdy po muldach ma 327 m długości i średnie nachylenie 43%.